# Raychaudhuri-Gleichung
Die Raychaudhuri-Gleichung (oder Landau-Raychaudhuri-Gleichung) ist ein grundlegendes Ergebnis der allgemeinen Relativitätstheorie und beschreibt die Bewegung benachbarter Teilchen.
Die Gleichung ist ein grundlegendes Lemma für das Singularitäten-Theorem und für die Analyse exakter Lösungen der allgemeinen Relativitätstheorie. Sie bestätigt zudem auf einfache Weise unsere intuitive Vorstellung, dass die lokale Wirkung der Gravitation in der allgemeinen Relativitätstheorie dem newtonschen Gravitationsgesetz entspricht: eine allgemeine Anziehungskraft zwischen Paaren von ‘Teilchen’ (nun als Masse und Energie verstanden).

## Mathematische Formulierung
Die Weltlinien der betrachteten Teilchen werden durch ein zeitartiges und normiertes vierdimensionales Vektorfeld {\displaystyle X} beschreiben. Die Beschreibung durch ein Vektorfeld impliziert, dass sich die Weltlinien nicht schneiden, die Teilchen also nicht kollidieren. Die Weltlinien der Teilchen müssen nicht notwendig Geodäten sein, so dass die Gleichung auch im Falle äußerer Kraftfelder gültig ist.
Aus dem metrischen Tensor {\displaystyle g_{ab}} und dem Vektorfeld wird der Tensor
{\displaystyle h_{ab}=g_{ab}-X_{a}\,X_{b}}
konstruiert, welcher als metrischer Tensor auf den zum Vektorfeld orthogonalen Hyperflächen aufgefasst werden kann.
Das grundsätzliche Untersuchungsobjekt der Raychaudhuri-Gleichung ist nun die Projektion der kovarianten Ableitung des Vektorfelds auf die orthogonalen Hyperflächen:
{\displaystyle {h^{m}}_{a}\,{h^{n}}_{b}X_{m;n}}
Dieser Tensor wird aufgespalten in seinen symmetrischen Anteil, den Expansionstensor
{\displaystyle \theta _{ab}={h^{m}}_{a}\,{h^{n}}_{b}X_{(m;n)},}
und seinen antisymmetrischen Anteil, den Vortizitätstensor
{\displaystyle \omega _{ab}={h^{m}}_{a}\,{h^{n}}_{b}X_{[m;n]}}
Abgeleitete Größen sind
- {\displaystyle \theta =g^{ab}\theta _{ab}} (Expansionsskalar)
- {\displaystyle \sigma _{ab}=\theta _{ab}-{\frac {1}{3}}\,\theta \,h_{ab}} (Scherungstensor)
- {\displaystyle \sigma ^{2}=\sigma _{mn}\,\sigma ^{mn}}
- {\displaystyle \omega ^{2}=\omega _{mn}\,\omega ^{mn}}

Mittels dieser Größen lautet die Raychaudhuri-Gleichung
{\displaystyle {\dot {\theta }}=\omega ^{2}-\sigma ^{2}-{\frac {\theta ^{2}}{3}}-R_{mn}\,X^{m}\,X^{n}+{{\dot {X}}^{a}}_{;a}}
Ein Punkt über einer Größe bezeichnet dabei die Ableitung nach der Eigenzeit, d. h. {\displaystyle {\dot {X}}} bezeichnet das Beschleunigungsfeld der Teilchen.
{\displaystyle R_{mn}\,X^{m}\,X^{n}} ist die Spur des Gezeitentensors („tidal tensor“), sie wird auch Raychaudhuri-Skalar genannt.

## Physikalische Interpretation
Die Raychaudhuri-Gleichung ist die dynamische Gleichung der Ausdehnung des Vektorfeldes. Dabei beschreibt der Expansionsskalar die Änderungsrate des Volumens eines kleinen Balls aus Materie, bezüglich der Zeit eines mitbewegten Beobachters im Zentrum des Balls:
- ist die Ableitung {\displaystyle {\dot {\theta }}} des Expansionsskalars nach der Eigenzeit entlang einer Weltlinie positiv, so entspricht dies einer beschleunigten Expansion bzw. einem sich verlangsamenden Kollaps.
- falls die Ableitung dagegen negativ ist, bedeutet das, dass eine eventuelle Expansion einer Staubwolke sich verlangsamt und gegebenenfalls in einen beschleunigten Kollaps übergeht, während der Kollaps einer bereits kollabierenden Wolke beschleunigt wird.

Der Scherungstensor beschreibt die Deformation einer kugelförmigen Wolke hin zu einer ellipsoiden Form.
Der Vortizitätstensor beschreibt eine Verdrillung naher Weltlinien, was sich anschaulich als Rotation der Wolke auffassen lässt.
Anschaulich lässt sich anhand der Vorzeichen feststellen, welche Terme eine Expansion beschleunigen und welche Terme einen Kollaps bewirken:
1. Expansion
  - Eine Rotation der Wolke beschleunigt die Expansion, analog zur Zentrifugalkraft der klassischen Mechanik.
  - Eine positive Divergenz des Beschleunigungsvektors {\displaystyle {{\dot {X}}^{a}}_{;a}>0}, die durch Krafteinwirkung, z. B. eine Explosion, verursacht werden kann, beschleunigt die Expansion.
2. Kollaps
  - Eine hohe Scherung, also eine elliptische Deformation, beschleunigt einen Kollaps bzw. bremst eine Expansion.
  - Eine anfängliche Expansion wird durch den Term {\displaystyle -{\frac {\theta ^{2}}{3}}} gebremst, während ein anfänglicher Kollaps beschleunigt wird, weil {\displaystyle \theta } quadratisch eingeht.
  - Positivität von {\displaystyle R_{mn}\,X^{m}\,X^{n}}. Dieses Verhalten wird durch die starke Energiebedingung erzwungen, die für die meisten Formen klassischer Materie erfüllt ist.
  - Eine negative Divergenz des Beschleunigungsvektors {\displaystyle {{\dot {X}}^{a}}_{;a}>0}, die durch Krafteinwirkung verursacht werden kann.

In den meisten Fällen ist die Lösung der Gleichung eine ewige Expansion oder ein totaler Kollaps der Wolke. Es können jedoch auch stabile oder instabile Gleichgewichtszustände existieren:
- Ein Beispiel für ein stabiles Gleichgewicht ist eine Wolke eines perfekten Fluids im hydrodynamischen Gleichgewicht. Expansion, Scherung und Vortizität verschwinden, und eine radiale Divergenz des Beschleunigungsvektors kompensiert den Raychaudhuri-Skalar, der für ein perfektes Fluid die Form {\displaystyle R_{mn}\,X^{m}\,X^{n}=4\pi (\mu +3p)} annimmt.
- Ein Beispiel für ein instabiles Gleichgewicht ist die Gödel-Metrik. In diesem Fall verschwinden Scherung, Expansion und Beschleunigung, während eine konstante Vortizität genauso groß ist wie der konstante Raychaudhuri-Skalar, der von einer kosmologischen Konstante herrührt.

## Fokussierungssatz
Angenommen, die starke Energiebedingung gelte in einer Raumzeit-Region und {\displaystyle X} sei ein zeitartiges, geodätisches (d. h. {\displaystyle {\dot {X}}=0}) normiertes Vektorfeld mit verschwindender Vortizität (d. h. {\displaystyle \omega =0}). Dies beschreibt beispielsweise die Weltlinien von Staubteilchen in kosmologischen Modellen, in denen die Raumzeit nicht rotiert, wie dem staubgefüllten Friedmann-Universum.
Dann lautet die Raychaudhuri-Gleichung
{\displaystyle {\dot {\theta }}=-{\frac {\theta ^{2}}{3}}-\sigma ^{2}-R_{mn}\,X^{m}\,X^{n}}.
Der Term {\displaystyle R_{mn}\,X^{m}\,X^{n}} ist aufgrund der starken Energiebedingung größer oder gleich Null, sodass die gesamte rechte Seite immer negativ oder Null ist, weshalb der Expansionsskalar mit der Zeit nicht zunehmen kann.
Da die letzten beiden Terme nichtnegativ sind, gilt:
{\displaystyle {\dot {\theta }}\leq -{\frac {\theta ^{2}}{3}}}.
Wenn man diese Ungleichung integriert, erhält man
{\displaystyle {\frac {1}{\theta }}\geq {\frac {1}{\theta _{0}}}+{\frac {\tau }{3}}}.
Falls der Anfangswert {\displaystyle \theta _{0}} des Expansionsskalars negativ ist, konvergieren die Geodäten nach einer Eigenzeit von maximal {\displaystyle -3/\theta _{0}} in einer Kaustik (d. h. {\displaystyle \theta } geht gegen minus unendlich). Dies muss nicht auf eine starke Krümmungssingularität hinweisen, es bedeutet jedoch, dass das Modell zur Beschreibung der Staubwolke ungeeignet wird. In einigen Fällen wird sich die Singularität in geeigneten Koordinaten als physikalisch wenig schwerwiegend erweisen.

## Optische Gleichungen
Es gibt auch eine optische Version der Raychaudhuri-Gleichung für Scharen lichtartiger Geodäten, sogenannter Nullgeodäten, die durch ein lichtartiges Vektorfeld {\displaystyle U} beschrieben werden:
{\displaystyle {\dot {\widehat {\theta }}}=-{\frac {1}{2}}{\widehat {\theta }}^{2}-{\widehat {\sigma }}^{2}-T_{\mu \nu }U^{\mu }U^{\nu }}
Dabei ist {\displaystyle T_{\mu \nu }} der Energie-Impuls-Tensor. Die Hüte über den Symbolen bedeuten, dass die Größen nur in transversaler Richtung betrachtet werden.
Setzt man die Nullenergiebedingung {\displaystyle T_{\mu \nu }U^{\mu }U^{\nu }\geq 0} voraus, so bilden sich Kaustiken, bevor der affine Parameter der Geodäten {\displaystyle 2/{\widehat {\theta }}_{0}} erreicht.